# Marina reptiler
Marina reptiler är kräldjur som har sekundärt anpassats till ett liv i haven. De första marina reptilerna uppstod under perm. Senare, under mesozoikum, uppkom fisködlor, svanödlor, mosasaurier med flera.
Exempel på nutida marina reptiler är havssköldpaddor, havsormar, havsleguan och saltvattenkrokodiler.